# Benoît Sambou
Benoît-Joseph Sambou est un homme politique sénégalais, né le 12 décembre 1966 à Dakar.

## Biographie
Benoît-Joseph Sambou a grandi entre la capitale Dakar et Bignona, dans le sud du Sénégal. Son père est un cadre d’assurances . Très jeune, il s’engage dans les organisations d’action catholiques et le mouvement associatif populaire communément appelé « Navétanes » créé dans le but d’éviter une situation de déperdition des jeunes durant les périodes de grandes vacances scolaires. Après ses études primaires au Collège Sacré – Cœur de Dakar, il intègre le  lycée d’Application de Dakar (actuel Lycée Seydou Nourou Tall), où il fait preuve d’engament syndical en étant un des leaders estudiantins de ce lycée. Il y obtînt son Baccalauréat série scientifique (Bac D) en 1987 et intègre la Faculté des Sciences juridiques et économiques de l’université Cheikh-Anta-Diop de Dakar. Sa première année à l’université est marquée par la décision de l’État sénégalais de déclarer cette année universitaire comme étant « blanche » du fait des multiples grèves et tensions qui ont émaillé le déroulement de l’année académique dans un contexte  d’année électorale.
Dépité par cette situation, il enchaîne les petits boulots pour réunir les moyens et tenter de s’expatrier aux États-Unis pour y rejoindre ses amis afin de poursuivre ses études. N’ayant pas obtenu le visa tant espéré, il se tourne alors vers l’entrepreneuriat privé et réunit autour de lui cinq autres jeunes catholiques de la paroisse Saint-Pierre, pour créer une entreprise sous forme de Groupement d'intérêts économiques (GIE) dénommé JET SERVICES. Cette entreprise investit le secteur du bois et de la menuiserie et se spécialise dans la production de jouets et de structures de jeux en bois pour les enfants et les établissements préscolaires.  
En 2004, fort de son expérience d’entrepreneur et d’homme politique, Benoît Sambou intègre l'Institut africain de management (IAM) de Dakar où il obtient un master en Business Administration et un master en gestion des organisations, en co-diplomation avec l’Université du Québec à Chicoutimi.
Il fonde la société ADTS qui s’active dans le nettoyage industriel, la restauration et le transport. Il lance ensuite la société Proxima, cabinet - conseil spécialisé dans la communication de développement. Il s’associe avec Barka Ba et Henriette Kande, journalistes et spécialistes des questions de communication pour lancer un magazine gratuit d’information de 52 pages qui fait un focus particulier sur l’impact de la coopération des États partenaires du Sénégal mais également sur les activités des organisations non gouvernementales, des organismes socio-professionnels et des associations paysannes. Il reçoit les félicitations du président Abdoulaye Wade. En 2009, il rejoint le cabinet du maire de Dakar, Khalifa Sall. 
Il participe à la campagne présidentielle de 2007 durant laquelle l’Alliance Jëf Jël présente Talla Sylla comme candidat à la présidence. Refusant de suivre l’opposition sénégalaise dans sa stratégie de boycott des élections législatives du 3 juin 2007, l’Alliance Jëf Jël participe à ces élections et l’investit comme candidat pour diriger la liste de Dakar.
Il se rapproche de l’ancien Premier ministre et président de l’Assemblée nationale Macky Sall et lui offre son compagnonnage dans sa marche vers le pouvoir. Il participe ainsi à la création en décembre 2008 de l’Alliance pour la République (APR), parti fondé par Macky Sall qui le nomme directeur des élections de ce nouveau parti.
En 2009, avec des membres du « Collectif des cadres casamançais », et des jeunes originaires de Casamance, il crée le mouvement « La Casamance Debout » pour faire la promotion socio-économique de cette région empêtrée dans un conflit armée depuis les années 1980.
À la suite de la victoire du président Macky Sall en 2012, il est nommé ministre de l’Agriculture et de l’Équipement rural,. 
Le 29 octobre 2012, il devient ministre de la Jeunesse, de l’Emploi et de la Promotion des valeurs civiques.
Il se présente aux élections locales du 29 juin 2014 à Ziguinchor et est porté en tête de liste de la coalition présidentielle. Il est battu par le maire sortant Abdoulaye Balde.
Le 6 novembre 2017, il est nommé président de la Commission nationale du dialogue des territoires (CNDT), avec rang de ministre d’État.